# Crypsotidia maculifera
Crypsotidia maculifera là một loài bướm đêm trong họ Erebidae.